# Кастріоті

Герб роду Кастріоті

Кастріоти (алб. Kastriotët) — албанський шляхетний рід. Він контролював область навколо Дебара (сучасна Північна Македонія і Албанія) у кінці XIV і початку XV століття. Найбільш помітним її членом був Скандербег, який розглядається як національний герой Албанії.
Кастріоті, який був кефалом Каніни у 1368 році, був першим членом роду, який згадується в історичних документах. У XIV столітті рід Кастріоті був одним з найменш потужних шляхетських родів в Албанії, чия влада і вплив була набагато менше, ніж, наприклад, у Топія, Дукаджіні, Балшичі або Аріаніті.
За іншими даними, Кастріоті вперше згадуються у 1394. За даними турецьких джерел, рід походить з Кастрата на півночі Албанії, а за іншими — із західної частини Косова. На думку ряду істориків, їх прізвище бере свій початок з латинського каструм, грецьке слово κάστρο (замок).
Кастріоті, на відміну від Топія і Аріаніті, не мають довгу історію як аристократія. Першим дворянином роду був Пал Кастріоті.